# Marko Sedlaček
Marko Sedlaček (Zagabria, 29 luglio 1996) è un pallavolista croato, schiacciatore del Cuneo.

## Carriera

### Club
Nella stagione 2013-14 viene ingaggiato dall'HAOK Mladost, nella Superliga croata, con cui si aggiudica la coppa nazionale. Nella stagione 2014-15 si trasferisce in Francia per disputare la Ligue A con il Rennes.
Per il campionato 2015-16 veste la maglia del Piacenza nella Superlega italiana, mentre per quello successivo ritorna all'HAOK Mladost, dove, in tre annate di militanza, conquista due Supercoppe, due Coppe di Croazia, premiato nell'edizione 2018-19 come MVP, e due scudetti.
A partire dalla stagione 2019-20 è al Milano, nuovamente in Superlega, da cui rescinde il contratto alcuni mesi dopo l'inizio dell'annata 2020-21. Ritorna in campo nella stagione 2021-22 con il Galatasaray, in Efeler Ligi. Torna in Superlega per il campionato 2022-23, questa volta difendendo i colori della Top Volley Latina, mentre nel campionato seguente è di scena nella Polska Liga Siatkówki con lo Jastrzębski Węgiel, aggiudicandosi lo scudetto.
Per il campionato 2024-25 firma per il Padova, in Superlega: viene ceduto al Palembang BSB, in Proliga, dove conclude la stagione. Milita nella massima divisione italiana anche nel campionato 2025-26 con il neopromosso Cuneo.

### Nazionale
Nel periodo compreso tra il 2013 e il 2015 è impegnato con le nazionali croate under 19, under 20 e under 21, mentre nel 2017 fa parte della selezione under 23.
Nel 2013 ottiene le prime convocazioni nella nazionale maggiore, con cui debutta alle qualificazioni al campionato europeo e vince, nello stesso anno, la medaglia d'argento all'European League. Nel 2018 conquista l'oro all'European Silver League, mentre nel 2022 si aggiudica il bronzo all'European Golden League e l'oro ai XIX Giochi del Mediterraneo. Nel 2024 conquista l'argento all'European Golden League 2024.

## Palmarès

### Club
- Campionato croato: 2

2017-18, 2018-19
- Campionato polacco: 1

2023-24
- Coppa di Croazia: 3

2013-14, 2016-17, 2018-19
- Supercoppa croata: 2

2016, 2017

### Nazionale (competizioni minori)
- European League 2013
- European Silver League 2018
- European Golden League 2022
- Giochi del Mediterraneo 2022
- European Golden League 2024

### Premi individuali
- 2019 - Coppa di Croazia: MVP